# Berberis boliviana
Berberis boliviana là một loài thực vật có hoa trong họ Hoàng mộc. Loài này được Lechl. mô tả khoa học đầu tiên năm 1857.